# Campionati del mondo di atletica leggera paralimpica 2017
Gli VIII Campionati del mondo di atletica leggera paralimpica si tennero al London Stadium di Londra (Regno Unito) dal 14 al 23 luglio 2017.
Precedettero i campionati del mondo di atletica leggera 2017, tenutesi nella stessa sede: fu la prima volta che una città ospitò nello stesso anno sia il mondiale paralimpico che quello assoluto.

## Partecipazione
Ai campionati parteciparono 92 Paesi (tra parentesi è indicato il numero di atleti). La Russia, inizialmente inclusa tra le partecipanti, fu squalificata dall'IPC nell'agosto 2016 in relazione ad uno scandalo sul doping.
- Algeria (19)
- Angola (4)
- Arabia Saudita (3)
- Argentina (16)
- Australia (37)
- Austria (5)
- Bielorussia (8)
- Brunei (2)
- Belgio (5)
- Bermuda (1)
- Brasile (25)
- Bulgaria (9)
- Canada (24)
- Capo Verde (2)
- Cile (5)
- Cina (49)
- Cipro (2)
- Colombia (9)
- Corea del Sud (6)
- Costa Rica (2)
- Croazia (13)
- Cuba (6)
- Danimarca (7)

- Ecuador (10)
- Egitto (7)
- Emirati Arabi Uniti (16)
- Estonia (1)
- Filippine (5)
- Finlandia (7)
- Francia (23)
- Georgia (2)
- Germania (23)
- Ghana (3)
- Giamaica (9)
- Giappone (50)
- Giordania (3)
- Grecia (27)
- Hong Kong (5)
- India (30)
- Iran (20)
- Iraq (10)
- Irlanda (10)
- Islanda (1)
- Italia (12)
- Kazakistan (4)
- Kenya (19)

- Kuwait (12)
- Lettonia (5)
- Libia (4)
- Lituania (10)
- Lussemburgo (1)
- Malaysia (6)
- Marocco (14)
- Mauritius (6)
- Messico (21)
- Moldavia (2)
- Mongolia (2)
- Montenegro (3)
- Namibia (5)
- Nicaragua (3)
- Norvegia (3)
- Nuova Zelanda (6)
- Oman (2)
- Paesi Bassi (11)
- Paratleti indipendenti (2)
- Polonia (50)
- Portogallo (18)
- Qatar (6)
- Regno Unito (50)

- Rep. Ceca (22)
- Romania (5)
- Senegal (1)
- Serbia (6)
- Singapore (3)
- Slovacchia (5)
- Slovenia (2)
- Spagna (30)
- Sri Lanka (3)
- Stati Uniti (50)
- Sudafrica (21)
- Svezia (12)
- Svizzera (8)
- Taipei cinese (2)
- Thailandia (15)
- Trinidad e Tobago (4)
- Tunisia (16)
- Turchia (27)
- Ucraina (27)
- Uganda (1)
- Ungheria (7)
- Uzbekistan (7)
- Vietnam (1)

## Medagliati

### Uomini

#### Corse
| Specialità | Categoria | Oro                                                                                      | Prestazione | Argento                                                                                            | Prestazione            | Bronzo                                                                              | Prestazione            |
| Corse piane |           |                                                                                          |             | |                        |                                                                                     |                        |
| 100 m | T11       | David Brown guida: Jerome Avery                                                          | 11"20       | Ananias Shikongo guida: Even Tjiviju                                                               | 11"33                  | Di Dongdong guida: Mao Deyi                                                         | 11"55                  |
| 100 m | T12       | Leinier Savon Pineda                                                                     | 10"72       | Ndodomzi Ntutu                                                                                     | 11"01                  | Joan Munar Martínez                                                                 | 11"09                  |
| 100 m | T13       | Jason Smyth                                                                              | 10"63       | Mateusz Michalski                                                                                  | 10"95                  | Chad Perris                                                                         | 10"96                  |
| 100 m | T33       | Ahmad Almutairi                                                                          | 17"00       | Toby Gold                                                                                          | 17"62                  | Andrew Small                                                                        | 17"78                  |
| 100 m | T34       | Walid Ktila                                                                              | 15"00       | Rheed McCracken                                                                                    | 15"40                  | Mohamed Alhammadi                                                                   | 15"75                  |
| 100 m | T35       | Ihor Tsvietov                                                                            | 12"38       | Jordan Howe                                                                                        | 12"52                  | Hernan Barreto                                                                      | 12"78                  |
| 100 m | T36       | Yang Yifei                                                                               | 11"93       | Mohamad Ridzuan Mohamad Puzi                                                                       | 12"15 =                | Rodrigo Parreira da Silva                                                           | 12"28                  |
| 100 m | T37       | Mateus Evangelista Cardoso                                                               | 11"48       | Charl Du Toit                                                                                      | 11"55                  | Vladyslav Zahrebelnyi                                                               | 11"69                  |
| 100 m | T38       | Evan O'Hanlon                                                                            | 11"07       | Hu Jianwen                                                                                         | 11"07                  | Edson Pinheiro                                                                      | 11"30                  |
| 100 m | T42       | Scott Reardon                                                                            | 12"21       | Daniel Wagner                                                                                      | 12"30                  | Richard Whitehead                                                                   | 12"39                  |
| 100 m | T44       | Jonnie Peacock                                                                           | 10"75       | Johannes Floors                                                                                    | 10"89                  | Jarryd Wallace                                                                      | 10"95                  |
| 100 m | T47       | Petrúcio Ferreira dos Santos                                                             | 10"53       | Yohansson Nascimento                                                                               | 10"80                  | Michal Derus                                                                        | 10"81                  |
| 100 m | T51       | Peter Genyn                                                                              | 21"10       | Toni Piispanen                                                                                     | 21"54                  | Mohamed Berrahal                                                                    | 22"08                  |
| 100 m | T52       | Raymond Martin                                                                           | 16"83       | Salvador Hernandez Mondragon                                                                       | 17"28                  | Gianfranco Iannotta                                                                 | 17"54                  |
| 100 m | T54       | Leo Pekka Tahti                                                                          | 13"95       | Liu Yang                                                                                           | 14"07                  | Kenny van Weeghel                                                                   | 14"25                  |
| 200 m | T11       | Fan Zetan guida: Huang Zhihui                                                            | 23"28       | David Brown guida: Jerome Avery                                                                    | 23"35                  | Di Dongdong guida: Mao Deyi                                                         | 23"77                  |
| 200 m | T12       | Mahdi Afri                                                                               | 22"39       | Joan Munar Martínez                                                                                | 22"60                  | Luis Goncalves                                                                      | 22"78                  |
| 200 m | T13       | Jason Smyth                                                                              | 21"40       | Johannes Nambala                                                                                   | 21"81                  | Mateusz Michalski                                                                   | 21"86                  |
| 200 m | T34       | Walid Ktila                                                                              | 27"14       | Mohamed Hammadi                                                                                    | 27"81                  | Rheed McCracken                                                                     | 27"81                  |
| 200 m | T35       | Ihor Tsvietov                                                                            | 25"52       | Hernan Barreto                                                                                     | 26"35                  | Fábio da Silva Bordignon                                                            | 26"94                  |
| 200 m | T36       | James Turner                                                                             | 24"09       | Krzysztof Ciuksza                                                                                  | 25"04                  | Rodrigo Parreira da Silva                                                           | 25"19                  |
| 200 m | T37       | Charl du Toit                                                                            | 23"27       | Mateus Evangelista Cardoso                                                                         | 23"41                  | Sofiane Hamdi                                                                       | 23"94                  |
| 200 m | T38       | Dyan Buis                                                                                | 22"67       | Hu Jianwen                                                                                         | 22"69                  | Dixon De Jesus Hooker Velasquez                                                     | 22"91                  |
| 200 m | T42       | Richard Whitehead                                                                        | 23"26       | Ntando Mahlangu                                                                                    | 23"95                  | David Henson                                                                        | 24"73                  |
| 200 m | T43       | Johannes Floors                                                                          | 21"50       | Hunter Woodhall                                                                                    | 21"72                  | Nick Rogers                                                                         | 21"88                  |
| 200 m | T44       | Jarryd Wallace                                                                           | 22"37       | Michail Seitis                                                                                     | 22"53                  | Arnu Fourie                                                                         | 22"53                  |
| 200 m | T47       | Petrúcio Ferreira dos Santos (T47)                                                       | 21"21       | Yohansson Nascimento (T46)                                                                         | 21"96                  | Michal Derus (T47)                                                                  | 22"08                  |
| 200 m | T53       | Brent Lakatos                                                                            | 25"29       | Pongsakorn Paeyo                                                                                   | 25"29 =                | Pierre Fairbank                                                                     | 26"01                  |
| 200 m | T54       | Yassine Gharbi                                                                           | 24"86       | Kenny van Weeghel                                                                                  | 24"92                  | Leo-Pekka Tähti                                                                     | 25"05                  |
| 400 m | T11       | Gerard Descarrega Puigdevall guida: Marcos Blanquino Exposito                            | 51"46       | di Dongdong guida: Mao Deyi                                                                        | 53"38                  | Medaglia non assegnata                                                              | Medaglia non assegnata |
| 400 m | T12       | Mahdi Afri                                                                               | 48"60       | Luis Goncalves                                                                                     | 49"34                  | Oguz Akbulut                                                                        | 50"19                  |
| 400 m | T13       | Mohamed Amguoun                                                                          | 46"92       | Johannes Nambala                                                                                   | 48"40                  | Mohamed Fouad Hamoumou                                                              | 48"65                  |
| 400 m | T20       | Daniel Martins                                                                           | 47"66       | Damian Carcelen                                                                                    | 49"20                  | Deliber Rodriguez Ramirez                                                           | 49"48                  |
| 400 m | T34       | Walid Ktila                                                                              | 50"56       | Mohamed Hammadi                                                                                    | 50"94                  | Henry Manni                                                                         | 52"24                  |
| 400 m | T36       | James Turner                                                                             | 54"27       | Krzysztof Ciuksza                                                                                  | 55"19                  | Keegan Pitcher                                                                      | 55"23                  |
| 400 m | T37       | Charl du Toit                                                                            | 51"00       | Sofiane Hamdi                                                                                      | 53"68                  | Michal Kotkowski                                                                    | 53"95                  |
| 400 m | T38       | Dyan Buis                                                                                | 50"87       | Dixon De Jesus Hooker Velasquez                                                                    | 51"18                  | Weiner Javier Diaz Mosquera                                                         | 53"74                  |
| 400 m | T43       | Johannes Floors                                                                          | 46"67       | Hunter Woodhall                                                                                    | 47"23                  | Aj Digby                                                                            | 47"56                  |
| 400 m | T44       | Michail Seitis                                                                           | 51"41       | Simone Manigrasso                                                                                  | 54"07                  | Emanuele Di Marino                                                                  | 55"70                  |
| 400 m | T47       | Gunther Matzinger                                                                        | 49"35       | Shane Hudson                                                                                       | 49"60                  | Antonis Aresti                                                                      | 50"31                  |
| 400 m | T51       | Peter Genyn                                                                              | 1'21"63     | Edgar Cesareo Navarro Sanchez                                                                      | 1'24"10                | Helder Mestre                                                                       | 1'25"65                |
| 400 m | T52       | Tomoki Sato                                                                              | 56"78       | Martin Raymond                                                                                     | 57"31                  | Hirokazu Ueyonabaru                                                                 | 1'02"27                |
| 400 m | T53       | Brent Lakatos                                                                            | 47"56       | Pongsakorn Paeyo                                                                                   | 47"97                  | Pierre Fairbank                                                                     | 48"91                  |
| 400 m | T54       | Yassine Gharbi                                                                           | 45"57       | Kenny van Weeghel                                                                                  | 46"55                  | Richard Chiassaro                                                                   | 46"56                  |
| 800 m | T13       | Fouad Baka                                                                               | 1'51"60     | Abdellatif Baka                                                                                    | 1'51"69                | Mohamed Amguoun                                                                     | 1'51"84                |
| 800 m | T20       | Michael Brannigan                                                                        | 1'54"24     | Deliber Rodriguez Ramirez                                                                          | 1'55"23                | Sylwester Jaciuk                                                                    | 1'56"92                |
| 800 m | T34       | Walid Ktila                                                                              | 1'44"79     | Mohamed Hammadi                                                                                    | 1'45"28                | Isaac Towers                                                                        | 1'46"46                |
| 800 m | T36       | James Turner                                                                             | 2'08"78     | William Stedman                                                                                    | 2'11"86                | Keegan Pitcher                                                                      | 2'13"49                |
| 800 m | T38       | Michael McKillop (T37)                                                                   | 2'00"92     | Deon Kenzie (T38)                                                                                  | 2'02"15                | Abbes Saidi (T38)                                                                   | 2'02"38                |
| 800 m | T53       | Brent Lakatos                                                                            | 1'40"14     | Pierre Fairbank                                                                                    | 1'41"97                | Pongsakorn Paeyo                                                                    | 1'42"07                |
| 800 m | T54       | Marcel Hug                                                                               | 1'38"40     | Liu Yang                                                                                           | 1'38"69                | Yassine Gharbi                                                                      | 1'38"82                |
| 1500 m | T11       | Samwel Mushai Kimani guida: James Boit                                                   | 4'11"54     | Jason Joseph Dunkerley guida: Jeremie Nathaniel Venne                                              | 4'13"67                | Aleksander Kossakowski guida: Sylwester Lepiarz                                     | 4'14"21                |
| 1500 m | T13       | Abdellatif Baka (T13)                                                                    | 3'52"82     | Fouad Baka (T13)                                                                                   | 3'53"07                | Jaryd Clifford (T12)                                                                | 3'53"31                |
| 1500 m | T20       | Michael Brannigan                                                                        | 3'53"05     | Cristiano Pereira                                                                                  | 3'55"39                | Rafal Korc                                                                          | 3'56"82                |
| 1500 m | T37       | Michael McKillop                                                                         | 4'36"38     | Liam Stanley                                                                                       | 4'37"96                | Madjid Djemai                                                                       | 4'41"93                |
| 1500 m | T38       | Deon Kenzie                                                                              | 4'06"68     | Louis Radius                                                                                       | 4'12"25                | Abbes Saidi                                                                         | 4'12"37                |
| 1500 m | T46       | David Emong                                                                              | 3'58"36     | Samir Nouioua                                                                                      | 3'58"78                | Hristiyan Stoyanov                                                                  | 3'58"94                |
| 1500 m | T52       | Tomoki Sato                                                                              | 3'45"89     | Martin Raymond                                                                                     | 3'47"04                | Hirokazu Ueyonabaru                                                                 | 4'01"56                |
| 1500 m | T54       | Marcel Hug                                                                               | 3'04"33     | Yassine Gharbi                                                                                     | 3'04"58                | Alhassane Baldé                                                                     | 3'04"61                |
| 5000 m | T11       | Samwel Mushai Kimani guida: James Boit                                                   | 15'41"54    | Cristian Valenzuela guide: Francisco Munoz e Raul Moya                                             | 15'49"63               | Shinya Wada guida: Kotaro Minowa                                                    | 15'54"29               |
| 5000 m | T13       | Youssef Benibrahim                                                                       | 14'20"69    | Bilel Aloui                                                                                        | 14'21"69               | Guillaume Ouellet                                                                   | 14'23"24               |
| 5000 m | T20       | Cristiano Pereira                                                                        | 14'29"80    | Michael Brannigan                                                                                  | 14'39"87               | Pavlo Voluikevych                                                                   | 15'01"59               |
| 5000 m | T54       | Marcel Hug                                                                               | 11'10"72    | Rawat Tana                                                                                         | 11'11"12               | Alhassane Baldé                                                                     | 11'11"92               |
| Staffette |           |                                                                                          |             | |                        |                                                                                     |                        |
| 4×100 m | T11 - T13 | Cina Di Dongdong (T11), guida: Mao Deyi Sun Qichao (T12) Chen Mingyu (T12) Liu Wei (T13) | 48"56       | Medaglie non assegnate                                                                             | Medaglie non assegnate | Medaglie non assegnate                                                              | Medaglie non assegnate |
| 4×100 m | T42 - T47 | Germania} Tom Malutedi (T44) Leon Schaefer (T42) Markus Rehm (T44) Johannes Floors (T43) | 42"81       | Italia Emanuele di Marino (T44) Simone Manigrasso (T44) Riccardo Bagaini (T47) Andrea Lanfri (T43) | 43"32                  | Giappone Hajimu Ashida (T47) Keita Sato (T44) Tomoki Tagawa (T47) Mikio Ikeda (T44) | 44"20                  |
| 4×400 m | T53 - T54 | Giappone Sho Watanabe (T54) Tomoki Suzuki (T54) Yuki Nishi (T54) Hitoshi Matsunaga (T53) | 3'15"93     | Medaglie non assegnate                                                                             | Medaglie non assegnate | Medaglie non assegnate                                                              | Medaglie non assegnate |
| record mondiale; record mondiale stagionale; record africano; record asiatico; record europeo; record nord-centroamericano e caraibico; record sudamericano; record oceaniano; record dei campionati; record nazionale; record personale; record personale stagionale. |           |                                                                                          |             | |                        |                                                                                     |                        |

#### Concorsi
| Specialità | Categoria | Oro                             | Prestazione | Argento                       | Prestazione | Bronzo                          | Prestazione |
| Salti |           |                                 |             |                               |             |                                 |             |
| Salto in alto | T13       | Isaac Jean-Paul                 | 2,17 m      | Tyson Gunter                  | 1,88 m      | Luis Felipe Gutiérrez           | 1,88 m      |
| Salto in alto | T42       | Sam Grewe                       | 1,86 m      | Sharad Kumar                  | 1,84 m      | Varun Bhati                     | 1,77 m      |
| Salto in alto | T44       | Maciej Lepiato                  | 2,14 m      | Jonathan Broom-Edwards        | 2,08 m      | Toru Suzuki                     | 2,01 m      |
| Salto in alto | T47       | Roderick Townsend-Roberts (T46) | 2,10 m      | Aaron Chatman (T47)           | 1,94 m      | Chen Hongjie (T46)              | 1,94 m      |
| Salto in lungo | T11       | Lex Gillette                    | 6,27 m      | Ruslan Katyshev               | 6,21 m      | Ricardo Costa de Oliveira       | 6,21 m      |
| Salto in lungo | T12       | Doniyor Saliev                  | 7,18 m      | Tobias Jonsson                | 6,99 m      | Siarhei Burdukou                | 6,77 m      |
| Salto in lungo | T13       | Luis Felipe Gutiérrez           | 7,40 m      | Radoslav Zlatanov             | 6,88 m      | Isaac Jean-Paul                 | 6,84 m      |
| Salto in lungo | T20       | Abdul Latif Romly               | 7,37 m      | Zoran Talić                   | 7,32 m      | Dmytro Prudnikov                | 7,12 m      |
| Salto in lungo | T36       | Roman Pavlyk                    | 5,63 m      | Rodrigo Parreira da Silva     | 5,55 m      | Brayden Davidson                | 5,39 m      |
| Salto in lungo | T37       | Shang Guangxu                   | 6,58 m      | Mateus Evangelista Cardoso    | 6,10 m      | Vladyslav Zahrebelnyi           | 5,95 m =    |
| Salto in lungo | T38       | Hu Jianwen                      | 6,80 m      | Zhong Huanghao                | 6,79 m      | Mykyta Senyk                    | 6,12 m      |
| Salto in lungo | T42       | Daniel Wagner                   | 6,50 m      | Atsushi Yamamoto              | 6,44 m      | Léon Schäfer                    | 6,25 m      |
| Salto in lungo | T44       | Markus Rehm                     | 8,00 m      | Ronald Hertog                 | 6,94 m      | Jean-Baptiste Alaize            | 6,82 m      |
| Salto in lungo | T47       | Wang Hao (T46)                  | 7,18 m      | Arnaud Assoumani (T47)        | 7,13 m      | Tobi Fawehinmi (T46)            | 7,03 m      |
| Salto triplo | T20       | Dmytro Prudnikov                | 14,50 m     | Lenine Cunha                  | 13,03 m     | Alain Omar Villamarin           | 12,57 m     |
| Salto triplo | T47       | Tobi Fawehinmi (T46)            | 14"88       | Christos Koutoulias (T47)     | 13"84       | Hajimu Ashida (T47)             | 13"58       |
| Lanci |           |                                 |             |                               |             |                                 |             |
| Getto del peso | F12       | Saman Pakbaz                    | 15,82 m     | Roman Danyliuk                | 15,61 m     | Kim Lopez Gonzalez              | 15,44 m     |
| Getto del peso | F20       | Muhammad Ziyad Zolkefli         | 17,29 m     | Stalin David Mosquera         | 16,72 m     | Todd Hodgetts                   | 15,96 m     |
| Getto del peso | F33       | Kamel Kardjena                  | 10,33 m     | Daniel Scheil                 | 10,36 m     | Giuseppe Campoccio              | 9,60 m      |
| Getto del peso | F34       | Abdulrahman Abdulqadir          | 11,38 m     | Mohsen Kaedi                  | 10,93 m     | Mauricio Valencia               | 10,89 m     |
| Getto del peso | F35       | Fu Xinhan                       | 15,30 m     | Mehran Nikoee Majd            | 15,15 m     | Seyed Aliasghar Javanmardi      | 15,13 m     |
| Getto del peso | F36       | Sebastian Dietz                 | 15,28 m     | Li Cuiqing                    | 14,93 m     | Mykola Dibrova                  | 13,59 m     |
| Getto del peso | F37       | Mindaugas Bilius                | 16,26 m     | Khusniddin Norbekov           | 14,87 m     | Donatas Dundzys                 | 13,13 m     |
| Getto del peso | F38       | Cameron Crombie                 | 15,95 m     | Javad Hardani                 | 14,13 m     | Victor Svanesohn                | 13,63 m     |
| Getto del peso | F40       | Garrah Tnaiash                  | 10,49 m     | Miguel Monteiro               | 9,86 m      | Chen Zhenyu                     | 9,82 m      |
| Getto del peso | F41       | Niko Kappel                     | 13,81 m     | Kyron Duke                    | 12,28 m     | Xia Zhiwei                      | 11,86 m     |
| Getto del peso | F42       | Aled Davies                     | 17,52 m     | Sajad Mohammadian             | 14,44 m     | Frank Tinnemeier                | 13,87 m     |
| Getto del peso | F44       | Akeem Stewart (F43)             | 19,08 m     | Adrian Matusik (F44)          | 15,99 m     | Ibrahim Ahmed Abdelwareth (F44) | 15,65 m     |
| Getto del peso | F46       | Wei Enlong                      | 15,28 m     | Matthias Uwe Schulze          | 14,93 m     | Hou Zhanbiao                    | 13,59 m     |
| Getto del peso | F53       | Alireza Mokhtari Hemami         | 8,35 m      | Scot Severn                   | 8,13 m      | Asadollah Azimi                 | 7,96 m      |
| Getto del peso | F55       | Ruzhdi Ruzhdi (F55)             | 12,47 m     | Lech Stoltman (F55)           | 11,37 m     | Hamed Amiri (F54)               | 11,17 m     |
| Getto del peso | F57       | Thiago Paulino Santos           | 14,31 m     | Wu Guoshan                    | 13,91 m     | Janusz Rokicki                  | 13,76 m     |
| Lancio del disco | F11       | Alessandro Rodrigo Silva        | 43,32 m     | Bil Marinkovic                | 33,42 m     | Jose Alexis Belisario Angulo    | 32,46 m     |
| Lancio del disco | F12       | Hermanus Blom                   | 51,16 m     | Saman Pakbaz                  | 50,07 m     | Kim Lopez Gonzalez              | 44,23 m     |
| Lancio del disco | F34       | Wang Yanzhang                   | 37,16 m     | Siamak Saleh-Farajzadeh       | 35,02 m     | Mohamed Ali Krid                | 34,35 m     |
| Lancio del disco | F37       | Khusniddin Norbekov             | 54,73 m     | Guy Henly                     | 53,59 m     | Mohsen Majidijamalabadi         | 52,75 m     |
| Lancio del disco | F42       | Aled Davies                     | 51,54 m     | Tom Habscheid                 | 46,83 m     | Dechko Ovcharov                 | 39,22 m     |
| Lancio del disco | F44       | Jeremy Campbell                 | 63,66 m     | David Blair                   | 62,47 m     | Ivan Katanusic                  | 57,33 m     |
| Lancio del disco | F46       | Hou Zhanbiao                    | 48,42 m     | Wei Enlong                    | 48,10 m     | Dmytro Ibragimov                | 47,89 m     |
| Lancio del disco | F52       | Andre Rocha                     | 23,80 m     | Aigars Apinis                 | 21,95 m     | Velimir Šandor                  | 17,95 m     |
| Lancio del disco | F56       | Leonardo Diaz                   | 45,47 m     | Ali Mohammadyari              | 45,13 m     | Ibrahim Ibrahim                 | 37,75 m     |
| Lancio del disco | F57       | Thiago Paulino Santos           | 46,58 m     | Miroslav Petkovic             | 45,99 m     | Wu Guoshan                      | 45,62 m     |
| Lancio del giavellotto | F13       | Aleksandr Svechnikov (F13)      | 71,01 m     | Sajad Nikparast (F12)         | 61,88 m     | Hector Cabrera Llacer (F12)     | 61,53 m     |
| Lancio del giavellotto | F34       | Mauricio Valencia               | 35,21 m     | Mohsen Kaedi                  | 34,88 m     | Wang Yanzhang                   | 33,32 m     |
| Lancio del giavellotto | F37       | Dmitrijs Silovs                 | 55,89 m     | El Sayed Abdelmoneim El Saber | 48,35 m     | Lukasz Czarnecki                | 47,72 m     |
| Lancio del giavellotto | F38       | Jayden Sawyer                   | 52,96 m     | Reinhardt Hamman              | 50,48 m     | Oleksandr Doroshenko            | 49,63 m     |
| Lancio del giavellotto | F41       | Sun Pengxiang                   | 42,14 m     | Wildan Nukhailawi             | 41,04 m     | Mathias Mester                  | 40,54 m     |
| Lancio del giavellotto | F44       | Akeem Stewart (F43)             | 57,61 m     | Helgi Sveinsson (F42)         | 56,74 m     | Alister McQueen (F44)           | 55,72 m     |
| Lancio del giavellotto | F46       | Sundar Singh Gurjar             | 60,36 m     | Dinesh Priyantha              | 57,93 m     | Guo Chunliang                   | 56,14 m     |
| Lancio del giavellotto | F54       | Manolis Stefanoudakis           | 29,51 m     | Hamed Amiri                   | 27,81 m     | Aliaksandr Tryputs              | 27,78 m     |
| Lancio del giavellotto | F55       | Miloš Zarić                     | 30,83 m     | Jonas Licurgo Ferreira        | 29,05 m     | Yaser Abdelaziz El Sayed        | 28,63 m     |
| Lancio del giavellotto | F57       | Amanollah Papi                  | 44,87 m     | Mohammad Khalvandi            | 42,18 m     | Abdollah Heidari Til            | 41,83 m     |
| Lancio della clava | F32       | Lahouari Bahlaz                 | 34,31 m     | Maciej Sochal                 | 33,22 m     | Stephen Miller                  | 29,32 m     |
| Lancio della clava | F51       | Željko Dimitrijević             | 31,99 m     | Amit Kumar Kumar              | 30,25 m     | Miloš Mitić                     | 29,06 m     |
| record mondiale; record mondiale stagionale; record africano; record asiatico; record europeo; record nord-centroamericano e caraibico; record sudamericano; record oceaniano; record dei campionati; record nazionale; record personale; record personale stagionale. |           |                                 |             |                               |             |                                 |             |

### Donne

#### Corse
| Specialità | Categoria | Oro                                                                                   | Prestazione | Argento                                                         | Prestazione            | Bronzo                                                   | Prestazione            |
| Corse piane |           |                                                                                       |             |                                                                 |                        |                                                          |                        |
| 100 m | T11       | Zhou Guohua guida: Jia Dengpu                                                         | 12"16       | Esperança Gicaso guida: Nicolau Ernesto Palanca                 | 12"87                  | Kewalin Wannaruemon guida: Panya Makhumjai               | 13"51                  |
| 100 m | T12       | Omara Durand guida: Yuniol Kindelan                                                   | 11"52       | Katrin Mueller-Rottgardt guida: Noel-Philippe Fiener            | 12"04                  | Malgorzata Ignasiak                                      | 13"14                  |
| 100 m | T13       | Leilia Adzhametova                                                                    | 12"00       | Ilse Hayes                                                      | 12"17                  | Kym Crosby                                               | 12"18                  |
| 100 m | T34       | Hannah Cockroft                                                                       | 17"18       | Kare Adenegan                                                   | 18"01                  | Alexa Halko                                              | 18"43                  |
| 100 m | T35       | Isis Holt                                                                             | 13"43       | Zhou Xia                                                        | 13"56                  | Maria Lyle                                               | 14"45                  |
| 100 m | T36       | Shi Yiting                                                                            | 13"68       | Yanina Andrea Martinez                                          | 14"41                  | Jeon Min-Jae                                             | 15"06                  |
| 100 m | T37       | Georgina Hermitage                                                                    | 13"36       | Natalija Kobzar                                                 | 13"60                  | Jaleen Roberts                                           | 13"69                  |
| 100 m | T38       | Sophie Hahn                                                                           | 12"44       | Kadeena Cox                                                     | 13"07                  | Lindy Ave                                                | 13"16                  |
| 100 m | T42       | Martina Caironi                                                                       | 14"65       | Monica Contrafatto                                              | 15"35                  | Scout Bassett                                            | 16"68                  |
| 100 m | T44       | Sophie Kamlish (T44)                                                                  | 12"92       | Marlou van Rhijn (T43)                                          | 13"20                  | Nyoshia Cain (T44)                                       | 13"25                  |
| 100 m | T47       | Deja Young (T46)                                                                      | 12"39       | Alicja Fiodorow (T47)                                           | 12"61                  | Li Lu (T46)                                              | 12"62                  |
| 100 m | T52       | Teruyo Tanaka                                                                         | 23"09       | Yuka Kiyama                                                     | 25"17                  | Norsilawati Sa'at                                        | 28"78                  |
| 100 m | T53       | Samantha Kinghorn                                                                     | 16"65       | Angela Ballard                                                  | 16"84                  | Zhou Hongzhuan                                           | 16"92                  |
| 100 m | T54       | Amanda Kotaja                                                                         | 16"62       | Cheri Madsen                                                    | 16"64                  | Hannah McFadden                                          | 16"68                  |
| 200 m | T11       | Zhou Guohua guida: Jia Dengpu                                                         | 25"27       | Liu Cuiqing guida: Xu Donglin                                   | 25"65                  | Esperanca Gicasso guida: Nicolau Ernesto Palanca         | 27"22                  |
| 200 m | T12       | Omara Durand guida: Yuniol Kindelan                                                   | 23"58       | Katrin Mueller-Rottgardt guida: Noel-Philippe Fiener            | 24"82                  | Malgorzata Ignasiak                                      | 26"97                  |
| 200 m | T13       | Leilia Adzhametova                                                                    | 24"63       | Ilse Hayes                                                      | 24"94                  | Kym Crosby                                               | 25"21                  |
| 200 m | T35       | Isis Holt                                                                             | 28"47       | Zhou Xia                                                        | 28"64                  | Maria Lyle                                               | 29"87                  |
| 200 m | T36       | Shi Yiting                                                                            | 28"92       | Yanina Andrea Martinez                                          | 30"70                  | Jeon Min-Jae                                             | 21"40                  |
| 200 m | T37       | Natalija Kobzar                                                                       | 27"62       | Mandy Francois-Elie                                             | 28"04                  | Jaleen Roberts                                           | 28"18                  |
| 200 m | T38       | Sophie Hahn                                                                           | 26"11       | Lindy Ave                                                       | 27"02                  | Kadeena Cox                                              | 27"15                  |
| 200 m | T44       | Marlou van Rhijn (T43)                                                                | 26"02       | Irmgard Bensusan (T44)                                          | 27"13                  | Sara Andres Barrio (T43)                                 | 27"33                  |
| 200 m | T47       | Deja Young                                                                            | 25"10       | Anrune Liebenberg                                               | 25"53                  | Li Lu                                                    | 25"71                  |
| 200 m | T53       | Samantha Kinghorn                                                                     | 28"61       | Angela Ballard                                                  | 29"09                  | Hamide Kurt                                              | 30"02                  |
| 200 m | T54       | Tatyana McFadden                                                                      | 28"08       | Cheri Madsen                                                    | 28"89                  | Hannah McFadden                                          | 29"49                  |
| 400 m | T11       | Liu Cuiqing guida: Xu Donglin                                                         | 58"51       | Diana Laura Coraza Castaneda guida: Jorge Gasper Cerna          | 59"11                  | Joanna Mazur guida: Michal Stawicki                      | 1'01"94                |
| 400 m | T12       | Omara Durand guida: Yuniol Kindelan                                                   | 52"75       | Melani Berges Gamez guida: Sergio Sanchez Palancar              | 57"68                  | Medaglia non assegnata                                   | Medaglia non assegnata |
| 400 m | T13       | Leilia Adzhametova                                                                    | 56"58       | Sanaa Benhama                                                   | 56"66                  | Carolina Duarte                                          | 57"52                  |
| 400 m | T20       | Breanna Clark                                                                         | 56"33       | Barbara Niewiedział                                             | 59"56                  | Anais Maribel Lara Borja                                 | 59"70                  |
| 400 m | T34       | Hannah Cockroft                                                                       | 58"29       | Alexa Halko                                                     | 59"93                  | Kare Adenegan                                            | 1'02"94                |
| 400 m | T37       | Georgina Hermitage                                                                    | 1'00"29     | Natalija Kobzar                                                 | 1'02"83                | Jiang Fenfen                                             | 1'04"35                |
| 400 m | T38       | Kadeena Cox                                                                           | 1'02"87     | Yuka Takamatsu                                                  | 1'08"32                | Torita Blake                                             | 1'09"34                |
| 400 m | T44       | Irmgard Bensusan (T44)                                                                | 1'02"33     | Federica Maspero (T43)                                          | 1'03"00                | Sara Andres Barrio (T43)                                 | 1'03"08                |
| 400 m | T47       | Li Lu (T46)                                                                           | 57"23       | Anrune Liebenberg                                               | 58"09                  | Sae Tsuji                                                | 1'00"67                |
| 400 m | T52       | Teruyo Tanaka                                                                         | 1'21"20     | Yuka Kiyama                                                     | 1'26"30                | Medaglia non assegnata                                   | Medaglia non assegnata |
| 400 m | T53       | Zhou Hongzhuan                                                                        | 55"22       | Chelsea McClammer                                               | 55"50                  | Samantha Kinghorn                                        | 55"71                  |
| 400 m | T54       | Tatyana McFadden                                                                      | 53"74       | Zou Lihong                                                      | 54"53                  | Cheri Madsen                                             | 55"05                  |
| 800 m | T11       | Diana Laura Coraza Castaneda guida: Jorge Gasper Cerna                                | 2'21"86     | Joanna Mazur guida: Michal Stawicki                             | 2'21"89                | Maritza Arango Buitrago guida: Jonathan Sanchez Gonzalez | 2'22"60                |
| 800 m | T20       | Bernadett Biacsi                                                                      | 2'20"51     | Anju Furuya                                                     | 2'21"37                | Muhsine Gezer                                            | 2'22"94                |
| 800 m | T34       | Hannah Cockroft                                                                       | 2'01"77     | Alexa Halko                                                     | 2'03"49                | Kare Adenegan                                            | 2'05"76                |
| 800 m | T53       | Zhou Hongzhuan                                                                        | 1'54"72     | Madison de Rozario                                              | 1'54"88                | Chelsea McClammer                                        | 1'55"01                |
| 800 m | T54       | Tatyana McFadden                                                                      | 1'47"82     | Manuela Schaer                                                  | 1'49"47                | Amanda McGrory                                           | 1'49"64                |
| 1500 m | T11       | Joanna Mazur guida: Michal Stawicki                                                   | 4'50"95     | Maritza Arango Buitrago guida: Jonathan Daybes Sanchez Gonzalez | 4'51"19                | Zheng Jin guida: Wang Zipeng                             | 4'51"40                |
| 1500 m | T13       | Sanaa Benhama (T13)                                                                   | 4'40"40     | Somaya Bousaid (T13)                                            | 4'40"89                | Najah Chouaya (T12)                                      | 4'46"16                |
| 1500 m | T20       | Barbara Niewiedział                                                                   | 4'33"82     | Liudmyla Danylina                                               | 4'35"08                | Ilona Biacsi                                             | 4'36"73                |
| 1500 m | T54       | Tatyana McFadden (T54)                                                                | 3'25"23     | Amanda McGrory (T54)                                            | 3'25"43                | Madison de Rozario (T53)                                 | 3'25"56                |
| 5000 m | T54       | Madison de Rozario (T53)                                                              | 12'33"48    | Amanda McGrory (T54)                                            | 12'33"64               | Chelsea McClammer (T53)                                  | 12'34"17               |
| Staffette |           |                                                                                       |             |                                                                 |                        |                                                          |                        |
| 4×400 m | T53 - T54 | Turchia Hamide Kurt (T53) Nursah Usta (T53) Zubeyde Supurgeci (T54) Tugce Akgun (T53) | 4'57"16     | Medaglie non assegnate                                          | Medaglie non assegnate | Medaglie non assegnate                                   | Medaglie non assegnate |
| record mondiale; record mondiale stagionale; record africano; record asiatico; record europeo; record nord-centroamericano e caraibico; record sudamericano; record oceaniano; record dei campionati; record nazionale; record personale; record personale stagionale. |           |                                                                                       |             |                                                                 |                        |                                                          |                        |

#### Concorsi
| Specialità | Categoria | Oro                    | Prestazione | Argento                      | Prestazione | Bronzo                          | Prestazione                 |
| Salti |           |                        |             |                              |             |                                 |                             |
| Salto in lungo | T11       | Arjola Dedaj           | 4,65 m      | Chiak Takada                 | 4,49 m      | Zhong Huimin                    | 4,44 m                      |
| Salto in lungo | T12       | Oksana Zubkovska       | 6,02 m      | Sara Martinez                | 5,53 m =    | Lynda Hamri                     | 5,42 m                      |
| Salto in lungo | T20       | Mikela Ristoski        | 5,66 m      | Erica Gomes                  | 5,48 m      | Ana Filipe                      | 5,26 m                      |
| Salto in lungo | T37       | Wen Xiaoyan            | 4,97 m      | Jaleen Roberts               | 4,60 m      | Marta Piotrowska                | 4,37 m                      |
| Salto in lungo | T38       | Olivia Breen           | 4,81 m      | Erin Cleaver                 | 4,61 m      | Anna Trener-Wierciak            | 4,60 m                      |
| Salto in lungo | T42       | Martina Caironi        | 4,72 m      | Kaede Maegawa                | 3,79 m      | Scout Bassett                   | 3,45 m                      |
| Salto in lungo | T44       | Stef Reid              | 5,40 m      | Marlene van Gansewinkel      | 5,29 m      | Maya Nakanishi                  | 5,00 m                      |
| Salto in lungo | T47       | Taleah Williams        | 5,27 m      | Polly Maton                  | 5,23 m      | Angelina Lanza                  | 5,22 m                      |
| Lanci |           |                        |             |                              |             |                                 |                             |
| Getto del peso | F12       | Assunta Legnante (F11) | 15,82 m     | Safiya Burkhanova (F12)      | 14,76 m     | Rebeca Valenzuela Alvarez (F12) | 13,05 m =                   |
| Getto del peso | F20       | Ewa Durska             | 13,18 m     | Poleth Isamar Mendes Sanchez | 12,72 m     | Zoi Mantoudi                    | 12,60 m                     |
| Getto del peso | F32       | Maroua Ibrahmi         | 5,86 m      | Maria Stamatoula             | 5,85 m      | Anastasiia Moskalenko           | 5,38 m                      |
| Getto del peso | F33       | Asmahane Boudjadar     | 5,92 m      | Sara Hamdi Masoud            | 5,39 m =    | Anthi Liagkou                   | 5,22 m                      |
| Getto del peso | F34       | Zou Lijuan             | 8,23 m      | Lucyna Kornobys              | 8,22 m      | Jessica Hamill                  | 7,77 m                      |
| Getto del peso | F35       | Mariia Pomazan         | 12,63 m     | Wang Jun                     | 12,24 m     | Klaudia Maliszewska             | 7,81 m                      |
| Getto del peso | F36       | Wu Qing                | 9,69 m      | Juliane Mogge                | 9,44 m      | Mariko Fujita                   | 6,37 m                      |
| Getto del peso | F37       | Mi Na                  | 12,66 m     | Li Yingli                    | 11,98 m     | Eva Berna                       | 11,24 m Template:Recoricona |
| Getto del peso | F40       | Rima Abdelli           | 7,57 m      | Renata Sliwinska             | 7,23 m      | Raja Jebali                     | 7,22 m                      |
| Getto del peso | F41       | Raoua Tlili            | 10,04 m     | Claire Keefer                | 8,44 m      | Samar Ben Koelleb               | 8,23 m                      |
| Getto del peso | F44       | Frederike Koleiski     | 11,53 m     | Yao Juan                     | 11,48 m     | Yang Yue                        | 11,32 m                     |
| Getto del peso | F53       | Fatema Nedham          | 4,73 m      | Iana Lebiedieva              | 4,72 m      | Svitlana Stetsiuk               | 4,39 m                      |
| Getto del peso | F54       | Yang Liwan             | 7,43 m      | Hania Aidi                   | 6,82 m      | Gloria Zarza Guadarrama         | 6,60 m                      |
| Getto del peso | F55       | Diana Dadzite          | 8,01 m      | Erica Maria Castano Salazar  | 7,77 m      | Rosa María Guerrero             | 7,45 m =                    |
| Getto del peso | F57       | Nassima Saifi          | 10,59 m     | Angeles Ortiz Hernandez      | 10,51 m     | Safia Djelal                    | 10,29 m                     |
| Lancio del disco | F11       | Zhang Liangmin         | 35,11 m     | Tang Hongxia                 | 33,63 m     | Izabela Campos                  | 31,83 m                     |
| Lancio del disco | F38       | Mi Na                  | 35,08 m     | Noelle Lenihan               | 32,12 m     | Li Yingli                       | 30,97 m                     |
| Lancio del disco | F41       | Raoua Tlili            | 32,29 m     | Niamh McCarthy               | 26,17 m     | Samar Ben Koelleb               | 25,83 m                     |
| Lancio del disco | F44       | Yao Juan               | 39,72 m     | Yang Yue                     | 38,25 m     | Sarah Edmiston                  | 33,80 m                     |
| Lancio del disco | F52       | Cassie Mitchell        | 13,23 m     | Rachael Morrison             | 12,35 m     | Zoia Ovsii                      | 11,97 m                     |
| Lancio del disco | F55       | Diana Dadzite          | 23,18 m     | Erica Maria Castano Salazar  | 21,20 m     | Yang Liwan                      | 19,25 m                     |
| Lancio del giavellotto | F11       | Zhong Huimin           | 26,05 m     | Izabela Campos               | 24,90 m     | Ness Murby                      | 23,69 m                     |
| Lancio del giavellotto | F13       | Zhao Yuping (F12)      | 42,72 m     | Nozimakhon Kayumova (F13)    | 41,25 m     | Natalija Eder (F12)             | 38,37 m                     |
| Lancio del giavellotto | F34       | Zou Lijuan             | 20,67 m     | Marjaana Heikkinen           | 18,71 m     | Lucyna Kornobys                 | 15,63 m                     |
| Lancio del giavellotto | F37       | Mi Na                  | 26,22 m     | Rae Anderson                 | 24,98 m     | Medaglia non assegnata          | Medaglia non assegnata      |
| Lancio del giavellotto | F46       | Hollie Arnold          | 43,02 m     | Holly Robinson               | 42,41 m     | Surang Khamsuk                  | 29,86 m                     |
| Lancio del giavellotto | F54       | Yang Liwan             | 17,79 m     | Hania Aidi                   | 17,71 m     | Ntombizanele Situ               | 17,02 m                     |
| Lancio del giavellotto | F56       | Diana Dadzite          | 27,07 m     | Hashemiyeh Motaghian Moavi   | 20,66 m     | Martina Willing                 | 20,57 m                     |
| Lancio della clava | F32       | Mounia Gasmi           | 25,07 m     | Maroua Ibrahmi               | 24,52 m     | Gemma Prescott                  | 19,97 m                     |
| Lancio della clava | F51       | Zoia Ovsii             | 23,74 m     | Cassie Mitchell              | 23,37 m     | Rachael Morrison                | 22,92 m                     |
| record mondiale; record mondiale stagionale; record africano; record asiatico; record europeo; record nord-centroamericano e caraibico; record sudamericano; record oceaniano; record dei campionati; record nazionale; record personale; record personale stagionale. |           |                        |             |                              |             |                                 |                             |